# Bomba voadora
Uma bomba voadora é um veículo aéreo não tripulado ou pequena aeronave que carrega uma grande carga de explosivos, precursora dos mísseis de cruzeiro contemporâneos. Diferentemente de um bombardeiro, o qual foi projetado para liberar suas bombas e depois retornar à base para ser reutilizado, uma bomba voadora impacta contra o alvo e, por conseguinte, é ela mesma destruída no ataque.
A expressão "bomba voadora" é associada mais frequentemente com armas específicas da Segunda Guerra Mundial, as alemãs V-1 e Fieseler Fi 103R (Reichenberg) e a Yokosuka MXY-7 Ohka japonesa. A primeira não era pilotada, enquanto as demais eram guiadas por pilotos em missões suicidas.
Talvez por conta destas vinculações com as forças do Eixo, a expressão "míssil de cruzeiro" é muito mais utilizada em inglês e português para definir munições modernas que poderiam ser encaixadas sem maiores problemas na definição de bomba voadora.

## Histórico
A primeira tentativa de se construir uma bomba voadora (também denominada "torpedo aéreo" na Marinha dos Estados Unidos), o Hewitt-Sperry Automatic Airplane foi levada a cabo por Elmer Sperry em 1916 e era baseada num hidroplano Curtiss N-9. Isto levou a um projeto específico da Curtiss, a Bomba Voadora Curtiss-Sperry, que foi um quase completo fracasso. O Exército dos Estados Unidos também tentou desenvolver uma bomba voadora na Primeira Guerra Mundial, a Kettering Bug, mas o conflito acabou antes do programa estar concluído. O exemplo mais famoso de uma bomba voadora é a V-1 da Alemanha Nazista, muitas das quais atingiram Londres durante a II Guerra Mundial.

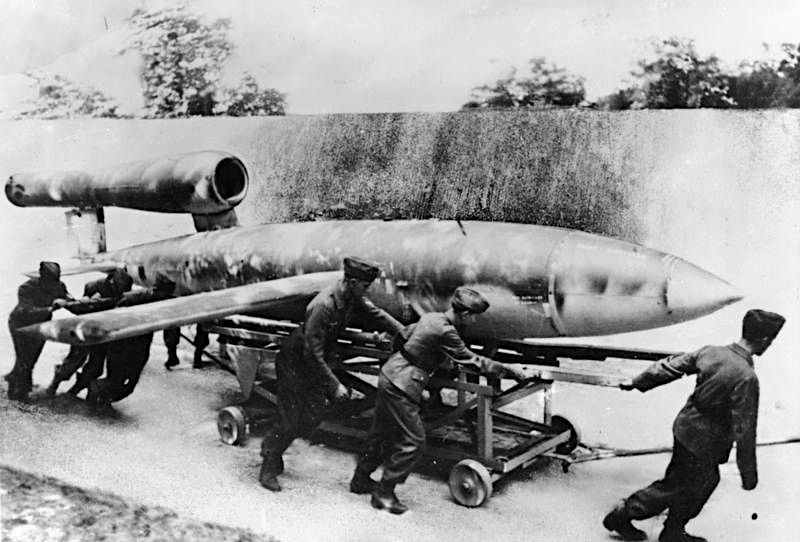
A bomba voadora V-1, fabricada pelos alemães durante a Segunda Guerra Mundial.

## Tipos
Bombas voadoras podem ter ou não propulsão, serem ou não pilotadas, embora bombas voadoras sem propulsão tais como as alemãs Hagelkorn ("Granizo") e Fritz X, projetadas durante a II Guerra Mundial, eram geralmente classificadas como bombas planadoras. Bombas voadoras diferem de mísseis pelo fato de que uma bomba voadora é equipada com asas para prover sustentação ao longo de um grande percurso, enquanto mísseis são lançados em trajetórias balísticas e não necessitam de sustentação aerodinâmica para atingirem o alvo.

## Uso recente
Aviões comerciais pilotados como armas terroristas com o intuito de impactar contra um alvo, como nos ataques de 11 de setembro, são frequentemente citados como "bombas voadoras" na mídia.